# Ovios capensis
Ovios capensis là một loài bướm đêm trong họ Noctuidae.